# Ракетний удар по Чернігову 17 квітня 2024 року
Вранці 17 квітня 2024 року Збройні сили Російської Федерації завдали три ракетних удара по Чернігову під час російського вторгнення в Україну. Атака забрала життя 18 людей і поранила 78 (з них четверо дітей). Трьох людей вдалося врятували з-під завалів. Було пошкоджено 16 будинків, включаючи житлові будинки, лікарню та Національний університет «Чернігівська політехніка». За інформацією Повітряних сил України, для удару використовували ракети «Іскандер». У місті оголосили жалобу.

## Хід подій
17 квітня 2024 року о 08:49 на Чернігівщині було оголошено сигнал повітряної тривоги. Через десять хвилин, о 08:59, з'явилися повідомлення про вибухи: в ранішню годину пік удар був завданий трьома ракетами по густонаселеному району поблизу центру міста Чернігова.

## Пошкодження

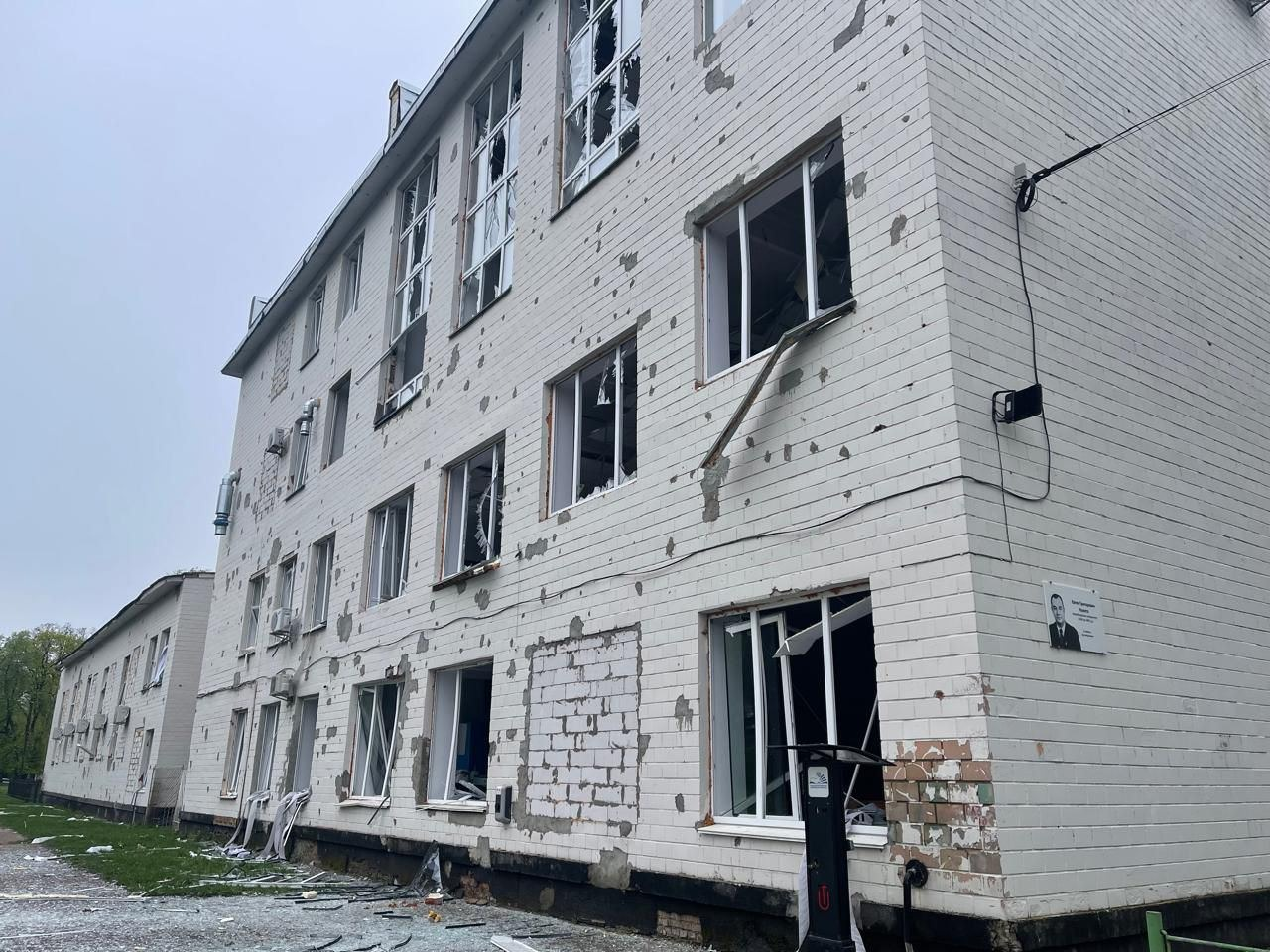
Пошкоджений корпус університету «Чернігівська політехніка»

Внаслідок удару було зруйновано восьмиповерхову будівлю та пошкоджено чотири багатоповерхові будинки, лікарню, вищий навчальний заклад та більше десяти машин. Усього цими трьома ракетами у місті було пошкоджено 16 будинків.
У місті створили штаб ліквідації наслідків атаки. Через кількість поранених у місті з'явилися проблеми з донорською кров'ю, про що повідомив Чернігівський обласний центр крові, а вже через годину після повідомлення висловив подяку, що народ оперативно відгукнувся та нестачі крові більше немає.

### Жертви
Було вбито 18 осіб і поранено 78, включаючи чотирьох дітей. Деякі травмовані — у тяжкому стані.
Серед загиблих — 25-річна лейтенант поліції Аліна Миколаєць, яка була вдома на лікарняному, вона померла від осколкового поранення.

## Вшанування пам'яті
18 квітня 2024 року в Чернігові оголошено Днем жалоби за загиблими внаслідок ракетних ударів.